# Paolo Conte

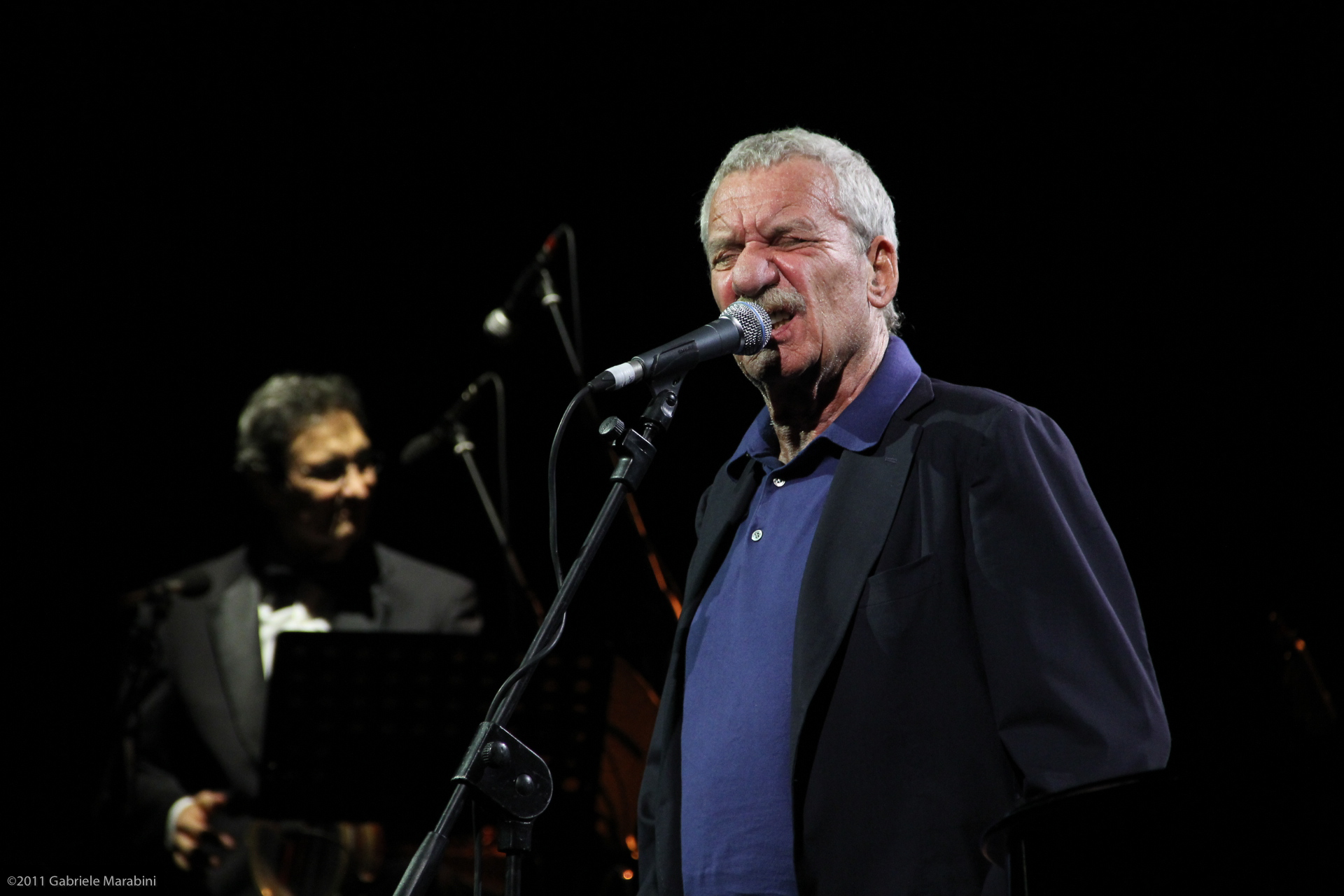
Paolo Conte (2013)

Paolo Conte (* 6. Januar 1937 in Asti, Piemont) ist ein italienischer Cantautore (Liederdichter), Komponist, Multiinstrumentalist und Maler. Der jazzgeprägte Musiker gilt als einer der wichtigsten und innovativsten Cantautori Italiens.
Ursprünglich Anwalt von Beruf, schrieb Conte in seiner über 50-jährigen Karriere auch viele Lieder für andere Musiker, oft in Zusammenarbeit mit Textdichtern wie Vito Pallavicini. 1974 gab er seine juristische Tätigkeit ganz auf und konzentrierte sich vollständig auf die Musik. Auch beim internationalen Publikum erfolgreich, insbesondere in Frankreich, stieß er neben seiner Musikkarriere in andere Kunstrichtungen vor: 2007 wurde ihm die Ehrendoktorwürde für Malerei von der Accademia di belle arti di Catanzaro verliehen. Gleichauf mit Fabrizio De André ist er der Künstler mit den meisten Auszeichnungen vonseiten des Club Tenco, mit sechs Targhe und einem Premio Tenco. Außerdem erhielt er einen Premio Chiara für seine Liedtexte.

## Biografie

### Die 1950er-Jahre: Erste Schritte im Musikgeschäft
Paolo Conte wurde 1937 im piemontischen Asti geboren. Der Vater Luigi war ein musikbegeisterter Notar, während die Mutter Carlotta aus einer Familie von Grundbesitzern stammte. Während des Zweiten Weltkriegs verbrachte der junge Paolo viel Zeit auf dem Hof des Großvaters und wurde durch seine Eltern mit dem Klavierspiel vertraut gemacht. Der Vater hatte trotz des Faschismus einige ausländische Platten erworben, wodurch Paolo erstmals mit Jazz in Berührung kam.
Er besuchte das humanistische Gymnasium Vittorio Alfieri in Asti und schloss später das Studium der Rechtswissenschaft an der Universität Parma ab, woraufhin er als Assistent in der Kanzlei seines Vaters zu arbeiten begann und gleichzeitig seine Kenntnisse im Musikbereich aufzubessern bemüht war. Mitte der 1950er-Jahre lernte er zuerst Posaune, dann Vibraphon, und spielte mit einer Vielzahl lokaler Gruppen, darunter der Barrelhouse Jazz Band, Taxi for Five, Lazy River Band Society, alle am amerikanischen Swing orientiert. Mit der Barrelhouse Jazz Band gründete Conte die USMA („Unione Studenti Medi Astigiani“) mit zugehörigem Klub, bei dessen Treffen die Band einmal in der Woche den gleichaltrigen Mitgliedern Musiker wie Rodgers & Hammerstein, George Gershwin, Cole Porter und Jerome Kern näherzubringen versuchte. Die Band trat auch weiter in Lokalen auf und nahm an Musikwettbewerben teil. Seine Faszination für den Jazz führte den jungen Conte bis nach Oslo, wo er an der vierten Ausgabe eines internationalen Jazz-Quiz teilnahm und den dritten Platz belegte.

### Die 1960er-Jahre: Die Zusammenarbeit mit Vito Pallavicini

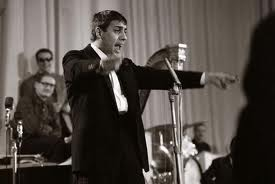
Adriano Celentano (1961)

Anfang der 1960er-Jahre gründete er das Paul Conte Quartet, mit seinem ebenfalls musikbegeisterten Bruder Giorgio Conte am Schlagzeug. Mit der Gruppe wagte er sich erstmals in den Musikmarkt vor, doch die EP The Italian Way to Swing war ein Misserfolg. Unter dem Einfluss von Film und Literatur begann Conte, erste eigene Lieder zu schreiben, oft zusammen mit seinem Bruder. Frühe Beispiele sind Ed ora te ne vai, aufgenommen von Vanna Brosio, und L’ultimo giorno, interpretiert von Carla Boni mit einem Text von Giorgio Calabrese. Wie auch Francesco Guccini begann Paolo Conte hauptsächlich als Songwriter und Arrangeur für andere Musiker. Ein erster Erfolg war dem Lied Chi era lui beschieden, das Eingang auf Adriano Celentanos Album La festa sowie auf die B-Seite der erfolgreichen Single Il ragazzo della via Gluck fand; der religiös inspirierte Text stammte von Mogol und Miki Del Prete. Für Celentano entstanden auch die Nummer-eins-Hits La coppia più bella del mondo (Text von Luciano Beretta und Miki Del Prete) und schließlich Azzurro, mit einem Text von Vito Pallavicini; mit letzterem arbeitete Conte fortan dauerhaft zusammen.
Azzurro wurde ein Klassiker italienischer Musik und Conte nahm es später auch selbst auf, erstmals veröffentlicht auf dem Livealbum Concerti von 1985. 2007 wurde Azzurro in einer Umfrage der Società Dante Alighieri zum international bekanntesten italienischen Lied gewählt, knapp vor Nel blu dipinto di blu von Domenico Modugno. Conte arbeitete auch mit Michele Virano zusammen, woraus weitere Erfolgstitel hervorgingen, wie Insieme a te non ci sto più für Caterina Caselli und Tripoli 1969 für Patty Pravo. Messico e nuvole hingegen wurde durch Enzo Jannacci erfolgreich gemacht. 1968 schrieb er mit Pallavicini und Jazzmusikern wie Enrico Intra und Mansueto Deponti das Lied No amore für Giusy Romeo (später bekannt als Giuni Russo). Ebenfalls mit Pallavicini entstand der Titel La speranza è una stanza für Dalida. Ein weiteres bekanntes Beispiel aus jener Schaffensphase ist Santo Antonio Santo Francisco, geschrieben für Piero Focaccia und Mungo Jerry, die damit beim Sanremo-Festival 1971 antraten.

### Die 1970er-Jahre

#### Die Entwicklung zum Cantautore
Im Jahr 1974, als er bereits mit dem Gedanken spielte, die Musik zugunsten einer juristischen Karriere aufzugeben, entschied Conte sich, auch unter dem Druck seines damaligen Produzenten Italo Greco, seine Lieder auch selbst aufzunehmen. So erschien bei RCA Italiana sein selbstbetiteltes Debütalbum. Als Cantautore zeigte er fortan einen nachdenklichen Stil, oft gepaart mit schneidender Ironie. Kritiker sahen das erste Album als unentschlossen an, wie eine revisionistische Anthologie der in den Jahren zuvor geschriebenen Lieder. Es blieb ohne besonderen Erfolg, auch wenn einzelne Lieder daraus mit der Zeit zu Klassikern seines Repertoires wurden, etwa La ragazza fisarmonica, Una giornata al mare, La fisarmonica di Stradella und vor allem Onda su onda, das sein Freund Bruno Lauzi aufnahm.
Mit dem Lied Sono qui con te sempre più solo begann Conte eine mehrteilige musikalische Saga über den „Uomo del Mocambo“, einen imaginären Barbesitzer, die in späteren Jahren durch La ricostruzione del Mocambo, Gli impermeabili und La nostalgia del Mocambo fortgesetzt wurde. La ricostruzione del Mocambo war Teil des zweiten Albums von 1975, in dem sich Conte nun von den für andere geschriebenen Liedern löste, mit Titeln wie Genova per noi (laut Eigenaussage eines seiner wichtigsten Lieder überhaupt), La Topolino amaranto, Pittori della domenica oder Luna di marmellata. Noch immer stellte sich jedoch kein nennenswerter Erfolg ein und der Musiker begann, nun auch öffentlich aufzutreten.
Zwischen 1976 und 1977 gab er einige Konzerte zusammen mit befreundeten Musikern von RCA, darunter Piero Ciampi, Nada und Renzo Zenobi, doch auch diese fanden wenig Zuspruch. Dafür nahm Nada im selben Jahr drei Lieder von Conte auf: Avanti bionda, Arte und La fisarmonica di Stradella. Außerdem trat er in der Fernsehsendung Il futuro dell’automobile e altre storie von Lucio Dalla auf, wo er am Klavier die Lieder Onda su onda und La Topolino amaranto vortrug, und kümmerte sich um die Arrangements des Albums Danze von Renzo Zenobi. Für Gipo Farassino schrieb er zudem das Lied Monticone.

#### Der Club Tenco und der Erfolg vonUn gelato al limon
1976 lud der Club Tenco Conte erstmals nach Sanremo ein, wo er im Ariston-Theater auftreten konnte. Auf dieser für ihn ungewohnt großen Bühne konnte er seine Lieder erstmals einem größeren Publikum vorstellen und mit den Jahren wurde er (wie Francesco Guccini oder Roberto Vecchioni) ein häufig wiederkehrender Protagonist der Veranstaltung. Vier Jahre nach dem Vorgänger veröffentlichte Conte 1979 das Album Un gelato al limon, das endlich auf den erhofften Zuspruch des Publikums stieß. Der Erfolg ging auf Lieder wie Bartali (gewidmet dem Radrennfahrer Gino Bartali) oder den seiner Frau gewidmeten Titelsong zurück, der im selben Jahr auch von Lucio Dalla und Francesco De Gregori bei ihrer erfolgreichen Tournee Banana Republic präsentiert wurde. Mit diesem Album führte Conte auch einige seiner Markenzeichen ein, etwa den Scat-Gesang oder den Einsatz des Kazoo. Weitere Lieder des Albums waren Dal loggione, Rebus, Angiolino sowie Sudamerica (beim Club Tenco zusammen mit Ivano Fossati, Roberto Benigni und Francesco De Gregori präsentiert). Hervorzuheben ist auch Blue tangos, das 1990 Eingang in den Soundtrack des Films Nouvelle vague von Jean-Luc Godard fand.

### Die 1980er-Jahre

#### VonParis milongabisAppunti di viaggio
Am 25. März 1981 organisierte der Club Tenco eine ganztägige Conte gewidmete Veranstaltung, die „Contiana“. Im Rahmen dieser Würdigung stellte der Cantautore auch sein neues Album Paris milonga vor. Roberto Benigni würdigte Conte bei dieser Gelegenheit mit dem ironischen Lied Mi piace la moglie di Paolo Conte. Das Album sollte eines der bekanntesten seiner Diskografie werden, auch durch das Lied Via con me, das auf großen Zuspruch sowohl beim Publikum als auch bei den Kritikern stieß.
Die Single verhalf dem Album auch zu internationalem Erfolg, wobei Contes jazzorientierte Begleitband nicht unerwähnt bleiben darf: Auf dem Album waren Musiker wie Jimmy Villotti und Bruno Astesana vertreten. Weitere wichtige Titel des Albums waren Alle prese con una verde milonga, Boogie (später auch von Ivano Fossati aufgenommen), Blue Haways sowie Madeleine und Parigi. 1981 arbeitete Conte mit Gabriella Ferri auf dem Album Gabriella zusammen, für die er Lieder wie Sola contro un record, Vamp oder Non ridere schrieb.
Weniger als ein Jahr nach dem Erscheinen von Paris milonga veröffentlichte der Cantautore schon den Nachfolger, Appunti di viaggio. Die Themen des Albums waren exotischer und berührten geographisch weit entfernte Realitäten, konkret genannt werden Shanghai, Timbuktu und Sansibar. Letztere Stadt findet Erwähnung im Lied Hemingway, das zu jener Zeit Contes Konzerte eröffnete. Andere Lieder waren Fuga all’inglese, Lo zio, Dancing, Nord, La frase oder Gioco d’azzardo. Hervorzuheben ist auch der Foxtrott im Lied Diavolo rosso, das dem Radrennfahrer Giovanni Gerbi gewidmet ist. 1983 wurde Conte schließlich zusammen mit Alan Stivell, Giovanna Marini und Roberto Vecchioni mit dem Tenco-Preis ausgezeichnet.

#### Internationale Anerkennung
Zwei Jahre nach Appunti di viaggio meldete sich Conte 1984 mit einer (zum dritten Mal) selbstbetitelten LP zurück. Darauf begann er eine langjährige Zusammenarbeit mit Renzo Fantini, seinem Manager und Produzenten. Das Album gilt als Produkt seiner endgültigen künstlerischen Reife. Viele Titel des Albums wurden rasch zu Klassikern des Cantautore, etwa Gli impermeabili (dritter Teil der Mocambo-Saga), Sparring partner, Come mi vuoi?, L’avance oder Come-di, ein von Cab Calloway inspiriertes Swing-Stück. Das Album war der Black Music Amerikas gewidmet, was besonders im Lied Sotto le stelle del jazz spürbar wird.
Das Album wurde nicht nur von Kritikern gepriesen, sondern verhalf Conte endgültig zu internationaler Aufmerksamkeit. Dadurch verstärkte er seine Live-Tätigkeiten und tourte gleichzeitig durch Italien und Frankreich. Daraus ging das doppelte Livealbum Concerti hervor, aufgenommen während der Konzerte in Lodi (28. Mai), in Perugia (20. Juni) und in Paris (15./16. März 1985). Der Zuspruch des französischen Publikums übertraf Contes Erwartungen weit. Durch den Status Paris’ als kulturelles Zentrum öffnete ihm der dortige Erfolg auch weitere Türen in Europa und er konnte in Deutschland, den Niederlanden und in England auftreten.
Zwei Jahre später trat er auch im kanadischen Montreal auf, weitere Tourneen führten ihn nach Belgien, Österreich, Griechenland und Spanien. Bedeutsam waren auch seine zwei Auftritte im legendären Jazzclub Blue Note in New York. Außerdem nahm Conte an den Jazzfestivals von Montreux, Montreal, Juan-les-Pins und Nancy teil. Mit Paolo Conte Live erschien 1988 ein großteils in Kanada aufgenommenes zweites Livealbum, das auch drei von Conte selbst nie veröffentlichte Lieder enthielt, Vamp, Messico e nuvole und Don't Break My Heart (1985 von Mia Martini als Spaccami il cuore aufgenommen).
In der Zwischenzeit veröffentlichte Conte auch ein weiteres Studioalbum, Aguaplano. Das Doppelalbum enthielt auch Lieder in französischer Sprache wie Le tam-tam du paradis, das für ein Theaterstück von Hugo Pratt entstanden war. Neben dem Titelsong lassen sich Lieder wie Nessuno mi ama, Paso doble, Amada mia oder Non sense hervorheben, ebenso Blu notte, Hesitation oder Max, das auf den Boléro von Maurice Ravel zurückgreift und ein besonders großer Erfolg in den Niederlanden wurde.

### Die 1990er-Jahre

#### Parole d’amore scritte a macchinaund900
Mit den beiden Alben Parole d’amore scritte a macchina (1990) und 900 (1992) begann der Cantautore eine neue kreative Schaffensphase. Ersteres wurde von Kritikern als eines der ungewöhnlichsten aus Contes Werk gesehen, musikalisch stärker experimentell ausgerichtet, voll mit anachronistischen Elementen. Auch das Albumcover stach hervor, mit einem von Hugo Pratt skizzierten Porträt des Musikers auf orangenfarbenem Grund. Neben eher gewohnten Liedern wie Colleghi trascurati, Lupi spelacchiati oder dem Titelsong enthielt das Album speziellere Stücke wie Dragon, Mister Jive (gewidmet Harry Gibson und dem Cotton Club), Ho ballato di tutto oder Canoa di mezzanotte. Außerdem sind erwähnenswert Il maestro sowie Happy Feet, von Wechselgesängen zwischen Chören und Frauenstimmen geprägte Lieder.
Das zweite Album 900 ging hingegen in eine gänzlich andere Richtung. Hier fusionierten verschiedenste Stile und Genres in großangelegten Orchesterklängen, jedoch in der Stimmung des frühen 20. Jahrhunderts. Das Album wurde durch den Titelsong Novecento lanciert, der großen Zuspruch beim Publikum erfuhr. Die Kritiker hingegen zeigten gemischte Reaktionen. Mario Luzzatto Fegiz etwa kritisierte die in diesem Lied deutlich werdende Entwicklung hin zu einem „psychologischen Labyrinth“, zu Hermetismus und ästhetischem Manierismus und zog Vergleiche zu Pasquale Panella (dem Texter von Lucio Battistis Spätphase). Conte legte laut Eigenaussage allerdings mehr Wert auf den Beifall des Publikums als auf positive Reaktionen von Kritikern. Weitere wichtige Lieder des Albums waren Pesce veloce del baltico, Gong-oh (ein von Art Tatum geprägter Tribut an Chick Webb und Sidney Bechet) sowie Una di queste notti. Die musikalisch rückwärtsgewandten Klänge des Albums werden besonders deutlich in Il treno va, Per quel che vale und Chiamami adesso, alle in der typischen Atmosphäre der Café chantants.
In dieser Phase erhielt Conte 1991 auch eine erste bedeutende Auszeichnung außerhalb des Musikbetriebs, mit dem Literaturpreis Premio Librex Montale in der neu geschaffenen Kategorie Poetry for Music, der ihm von einer Jury unter Vorsitz von Carlo Bo verliehen wurde. Nach Conte ging der Preis in den Folgejahren auch an Francesco Guccini, Lucio Dalla, Franco Battiato, Fabrizio De André, Ivano Fossati und Roberto Vecchioni.

#### Una faccia in prestitound Auslandstourneen
Ende 1995 begann Paolo Conte mit den Aufnahmen für seine neue LP Una faccia in prestito. Dieses zehnte Album, das Konzepte von Aguaplano wiederaufnahm, stieß auf sehr verhaltene Reaktionen bei den Kritikern. In einem Sammelsurium von Ideen wich die italienische Sprache nun teilweise Englisch in Don’t Throw It in the W.C, Piemontesisch in Sijmadicandhapajiee, Neapolitanisch in Vita da sosia oder einem spanisch-amerikanischem Mix in Danson metropoli. Laut Conte geht dieser Sprachmix auf die Tatsache zurück, dass er seine Lieder meistens unter Verwendung bedeutungsloser englischer Sprachelemente komponierte, um die Musik abstrakter zu behandeln, und erst später einen italienischen Text hinzufügte. Auch beklagte er, dass die italienische Sprache häufig seinen metrischen und rhythmischen Anforderungen nicht entsprechen könne, weshalb die Mischung mit anderen Sprachen oft bessere Ergebnisse liefere. Das Lied Elisir aus dem Album fand 2007 Eingang ins Coveralbum Danson metropoli – Canzoni di Paolo Conte von Avion Travel, wo neben Conte selbst auch Gianna Nannini zu hören war. Weitere Lieder des Albums waren Epoca, Un fachiro al cinema, Cosa sai di me? und L’incantatrice. Von Bedeutung sind auch Architetture lontane sowie Quadrille, auf dem der französische Kontrabassist Jino Touche in Erscheinung tritt. Der Titelsong war Earl Hines gewidmet, mit dem Conte einst eine prägende Begegnung hatte.
Der Cantautore setzte auch seine Tourneen fort. Daraus gingen die Livealben Tournée (1993) und Tournée 2 (1998) hervor. Ersteres enthielt Aufnahmen von Auftritten in Hamburg, Paris, Valencia und Monte-Carlo, dazu drei neue Lieder, nämlich Bye, Music, Reveries und Ouverture alla russa. Letzteres konnte gleich fünf neue Lieder vorweisen: Swing, Irresistible, Nottegiorno, Legendary und Roba di Amilcare (gewidmet Contes frühem Förderer und Club-Tenco-Gründer Amilcare Rambaldi). Die Veröffentlichung der Kompilation The Best of Paolo Conte in Amerika, dort von Rolling Stone zum Album des Jahres gewählt, leitete eine erfolgreiche Tournee in den USA ein, wo Conte in New York, Boston, Los Angeles und San Francisco auftrat.

### Die 2000er-Jahre

#### Das LangzeitprojektRazmataz
Im Jahr 2000 veröffentlichte Conte das Album Razmataz (auch auf DVD), das aus dem gleichnamigen Musical-Vaudeville hervorging, welches er selbst leitete. Die Komödie ging auf das gleichnamige Buch zurück, in dem der Cantautore bereits 1989 Zeichnungen, Noten und Texte vorbereitet hatte. Das ungewöhnliche Langzeitprojekt hatte ihn seit den 1970er-Jahren beschäftigt. Neben dem Album präsentierte er Razmataz auch im Radio, was sich zu einem Multimedia-Ereignis weiterentwickelte. Neben dem Soundtrack lieferte Conte auch Malereien, die die erzählte Geschichte begleiteten. Dieses bedeutende Werk erzielte nicht den erhofften Erfolg, auch weil der Cantautore sich bewusst dagegen entschied, es in Analogie zu Riccardo Cocciantes Notre Dame de Paris in ein traditionelles Musical umzuwandeln. Es entstanden auch Versionen in anderen Sprachen (Englisch, Französisch, Spanisch). Mit diesem Werk stellte Conte in jedem Fall seine Fähigkeiten als Maler unter Beweis, mit einem klar avantgardistisch geprägten Stil, der sich besonders an den frühen Carlo Carrà anlehnt.
Inhaltlich erzählt das Werk die Geschichte einer afrikanischen Tänzerin namens Razmataz, die zuerst Erfolg hat und dann unter mysteriösen Umständen verschwindet – eine Metapher auf die Begegnung zwischen dem alten Europa und der jungen „schwarzen“ Musik. Die Komödie ist insgesamt wieder eine Hommage an afroamerikanische Musik. Razmataz umfasst 18 Lieder, darunter Yellow Dog, Java javanaise, Ça depend und The Black Queen. Eines der zentralen Lieder des Werks, It’s a Green Dream behandelte den Traum afroamerikanischer Menschen von ihrer ursprünglichen Heimat Afrika, hier konkret Mosambik. Conte verband in den Liedern Jazz, afrikanische Kultur und klassische Oper.

#### Elegia

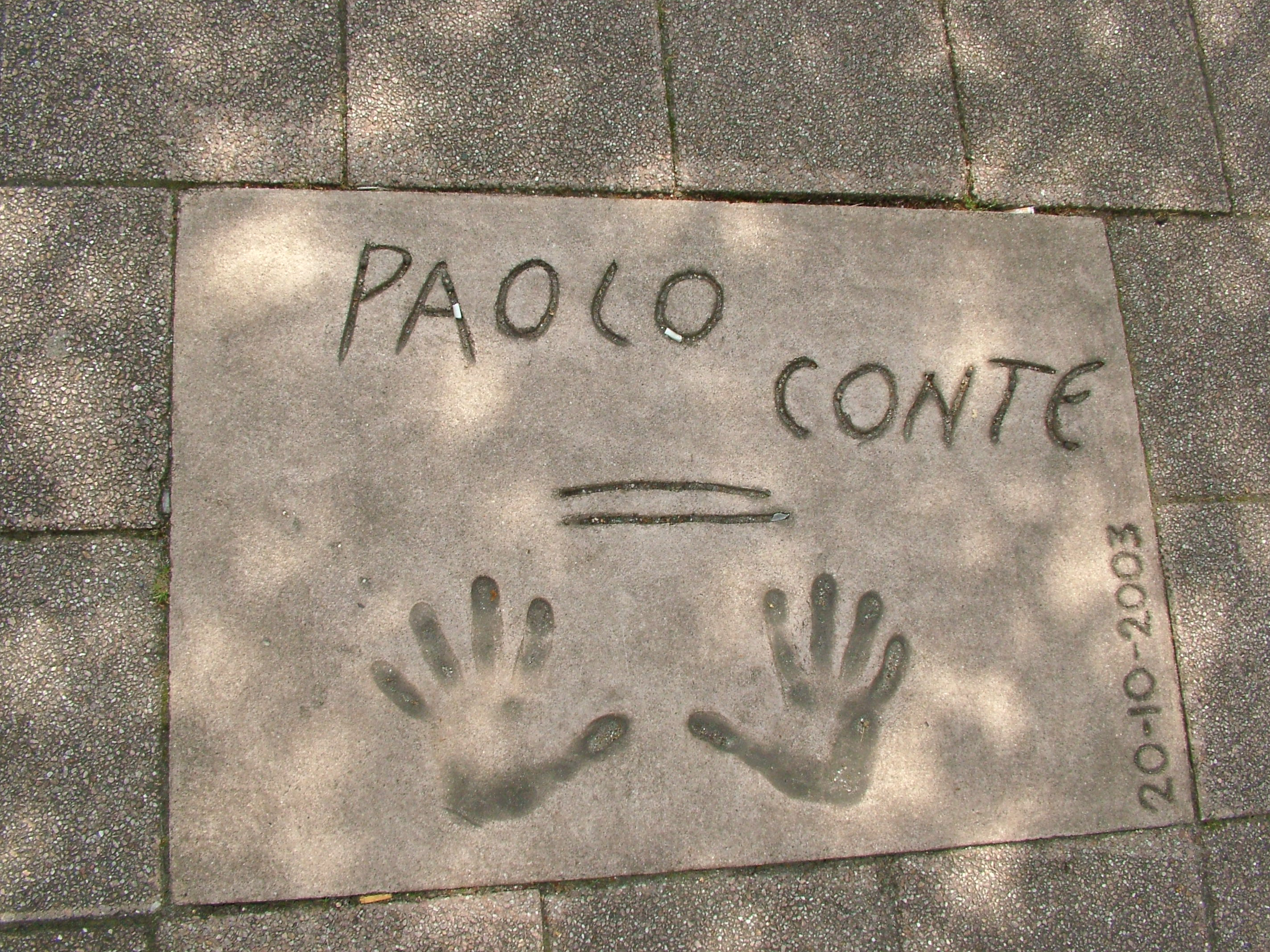
Paolo Contes Handabdrücke auf dem Walk of Fame Europe in Rotterdam

2003 wurde Conte von der Universität Macerata die Ehrendoktorwürde für moderne Literatur verliehen. Zu diesem Anlass hielt er einen Vortrag über Dichtung und Malerei des 20. Jahrhunderts, wobei er seine Vorliebe für den Maler Massimo Campigli erklärte. Zuvor hatte er bereits angekündigt, auch bald wieder zur Musik zurückzukehren.
Zunächst erschien die Kompilation Rêveries für den internationalen Markt, dann meldete sich der Musiker 2004 mit dem neuen Album Elegia zurück, erstmals beim Label Atlantic. Leitmotiv des Albums ist die Sehnsucht, gepaart mit ironischen Momenten, fernen und verlorenen musikalischen Welten zugewandt, mit denen Conte sich nun wieder zu messen versuchte. Deutlich werden diese Themen in La nostalgia del Mocambo, das mit einem instrumentalen Intro im Bossa-Nova-Rhythmus beginnt und sich immer weiter steigert. Hervorzuheben sind auch Non ridere (bereits von Gabriella Ferri aufgenommen), der Titelsong, Sonno elefante und Sandwich Man. Abschluss des Albums bildet La vecchia giacca nuova, in dem das Cabaret und Theater der 1920er-Jahre analysiert werden.
Ein Jahr später erschien das Livealbum Live Arena di Verona. Im Gegensatz zu früheren Livealben handelte es sich hierbei um den Mitschnitt eines einzelnen Konzerts – jenes vom 26. Juli 2005 in der Arena von Verona. Neu darauf zu hören war Cuanta pasión, mit der Beteiligung des Gipsy-Kings-Gitarristen Mario Reyes und der Sängerin Carmen Amor. Nach 37 Jahren schrieb Conte auch erstmals wieder ein Lied für Adriano Celentano, das den Titel L’indiano trug und ein Porträt des Sängers und seiner Eigenarten darstellte.

#### Zwischen Malerei und Musik

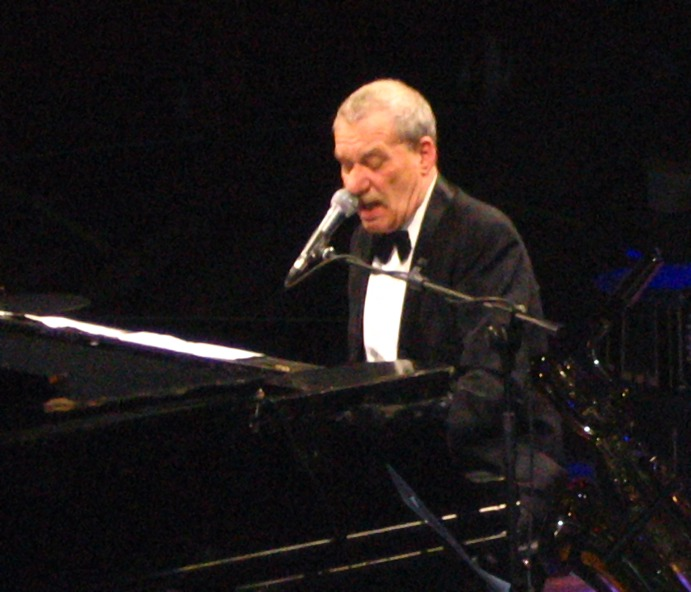
Paolo Conte in Berlin (2005)

Im Februar 2007 übertrug die Gemeinde Asti Conte die Aufgabe, die zwei traditionellen Sendalli mit Darstellungen des Heiligen Secundus von Asti zu malen, die bei der 40. Ausgabe des Palio di Asti, einem Volksfest zu Ehren des Heiligen mit abschließendem Pferderennen, zum Einsatz kamen. Damit erhielt er nun auch als Maler mehr öffentliche Aufmerksamkeit. Im Mai desselben Jahres wurde ihm von der Accademia di belle arti di Catanzaro (Kunstakademie in Catanzaro) die Ehrendoktorwürde in Malerei verliehen. Mehrmals präsentierte er seine Werke auch auf Ausstellungen, oft zusammen mit anderen Künstlern (etwa 2006 in der Engelsburg, wo auch Bilder von Dario Fo, Franco Battiato, Gino Paoli und Tony Esposito zu sehen waren).
2008 kehrte Conte mit einem neuen Album auch als Musiker zurück, Psiche. Die erstmalige Präsentation fand in Paris statt, wo der Musiker vom Symphonieorchester von Île-de-France unter der Leitung von Bruno Fontaine begleitet wurde. Es folgte eine ausgedehnte Europatournee. Während das Album thematisch bekannte Wege einschlug, führte es neue Klangwelten ein: Curzio Maltese hob in La Repubblica den erstmaligen Einsatz von Elektronik in Form von Synthesizern hervor. Unverkennbar blieb jedoch Contes Hang zum Exotismus. Unter den Liedern gab es sehr melodiöse wie L’amore che, Intimità oder Psiche, komplexere wie Danza della vanità, Big Bill, Silver Fox oder das von Soul und Gospel geprägte Il quadrato e il cerchio. Im selben Jahr erschien des Weiteren Paolo Conte Plays Jazz bei Sony, eine Sammlung swinglastiger Klassiker des Musikers, inklusive der gesamten EP The Italian Way to Swing von 1962.

### Die 2010er-Jahre: Neue Veröffentlichungen
Schon 2010 legte Conte beim Label Platinum sein 14. Studioalbum Nelson vor. Der Titel bezog sich auf den 2008 gestorbenen Familienhund, der auf dem vom Künstler selbst angefertigten Titelbild zu sehen ist. Ein weiteres Mal verwendete er eine Vielzahl von Sprachen in den Liedern des Albums, Französisch in C’est beau, Neapolitanisch in Suonno e’ tutt’o suonno, Englisch in Bodyguard of Myself und Spanisch in Los amantes del Mambo. Weitere bedeutende Titel des Albums sind Tra le tue braccia, Galosce selvagge, Clown und Sotto la luna bruna. Die Single L’orchestrina war dem in jenem Jahr verstorbenen Musiker und Fernsehmoderator Dino Crocco gewidmet. Botschaft des Albums ist eine Ablehnung von negativen Auswüchsen des Alltags, wovon Conte in einem Interview Treulosigkeit, Boshaftigkeit, Vulgarität und schlechten Geschmack als Beispiele nannte. Gewidmet ist das Album seinem Anfang 2010 verstorbenen langjährigen Produzenten und Mitarbeiter Renzo Fantini.

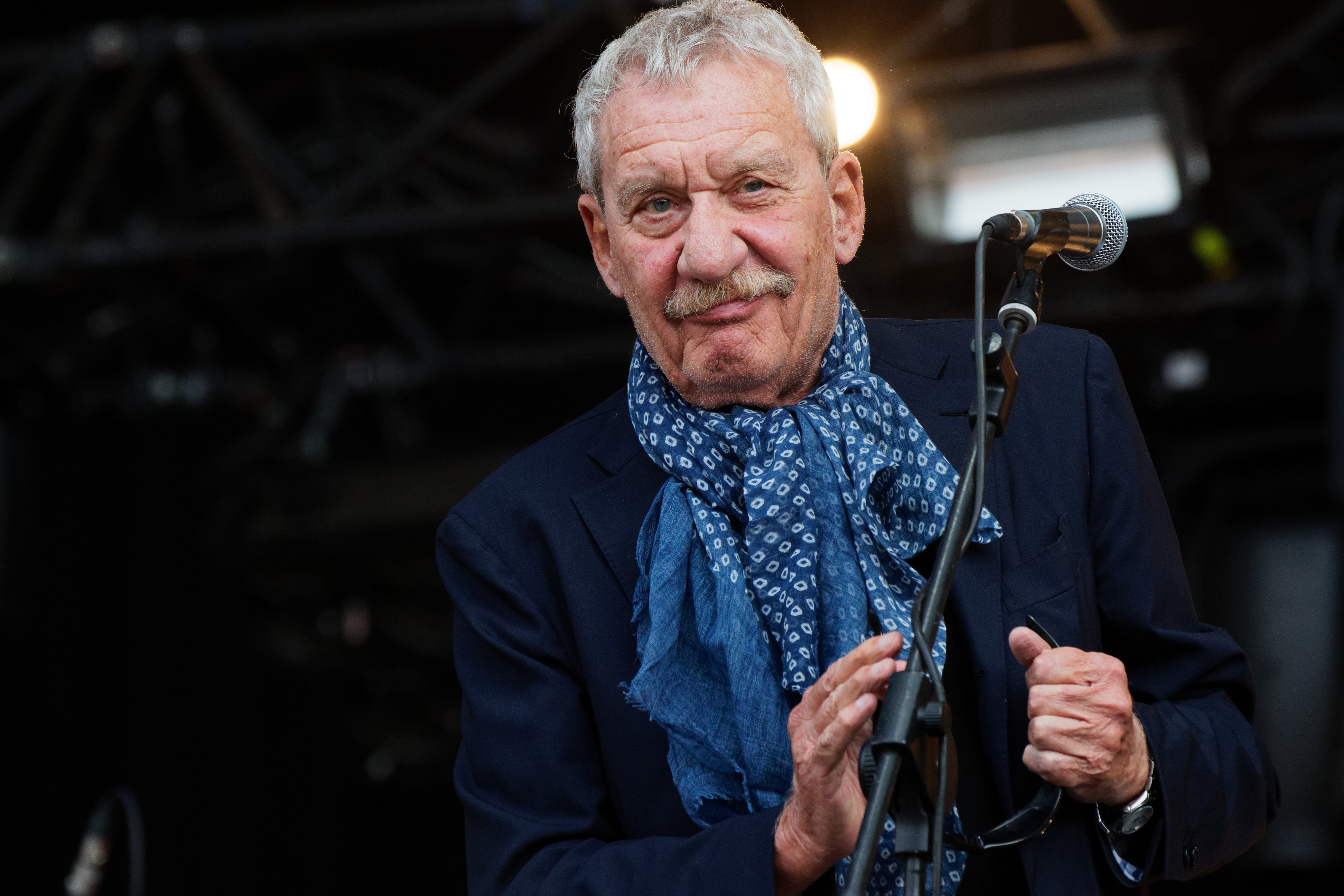
Conte 2017 beim Festival des Vieilles Charrues in Carhaix-Plouguer

Als nächstes veröffentlichte der Musiker die Kompilation Gong-oh (mit dem neuen Lied La musica è pagana). Nachdem Ivano Fossati seine Karriere für beendet erklärte (ein Jahr später folgte auch Francesco Guccini), ließ Conte es offen, wie lange er noch als Cantautore aktiv bleiben würde. Noch im selben Jahr wurde ihm von der Stadt Paris die Grande medaille de Vermeil verliehen. Im Oktober 2014 erschien das neue Studioalbum Snob. Auch in den 15 Liedern dieses Albums fand sich wieder unterschwellige Kritik am (italienischen) Alltag, Conte sah einen kulturellen Tiefpunkt gekommen. Die titelgebende Figur des Snobs stellt für ihn eine Kategorie „außergewöhnlicher“ Personen dar, wobei er selbst dabei dem Dandy den Vorzug geben würde. Die Single Tropical verwies hingegen einmal mehr auf seinen Hang zum Exotismus, so wie auch die Lieder Argentina, Si sposa l’Africa sowie Donna dal profumo di caffè. Weitere Lieder des Albums waren Tutti a casa und Maracas, letztere mit Strophen im Genueser Dialekt. Dem Album folgte eine weitere internationale Tournee des Cantautore, die neben Rom und Mailand auch Städte wie Wien, Paris, Amsterdam und Frankfurt berührte.
2016 erschien mit Amazing Game erstmals ein rein instrumentales Album. Es handelte sich um eine Sammlung von Raritäten, teilweise noch aus den 1990er-Jahren. 2017 wurde Conte als Honorarprofessor für „Musikalische Ausdrucksformen der Gegenwart“ (Linguaggi musicali della contemporaneità) an die Universität Parma berufen, außerdem verlieh ihm die Universität Pavia die Ehrendoktorwürde in Musikwissenschaft. Im selben Jahr legte er mit Zazzarazàz – Uno spettacolo d’arte varia ein umfangreiches Boxset vor.

## Paolo Conte und der Film
Neben vereinzelter Betätigung als Autor (2009 brachte Conte zusammen mit Manuela Furnari das Buch Prima la musica heraus) näherte der Cantautore sich auch dem Film an. Seine Lieder zeigten häufig eine von amerikanischem, französischem und italienischem Film geprägte Bildsprache. 1998 verglich etwa das Wall Street Journal Contes Musik mit den Filmen von Federico Fellini, einen Vergleich, den auch der Musiker selbst in Bezug auf das Lied L’orchestrina gebrauchte. Die Entstehung des Liedes Un fachiro al cinema ist laut Conte hingegen auf einen frühen Film von Stanley Kubrick, Der Tiger von New York (1955), zurückzuführen.
Im Lauf seiner Karriere zeichnete der Cantautore für verschiedene Film- und Theatersoundtracks verantwortlich, wovon einige 1990 im Album Paolo Conte al cinema gesammelt wurden. Bemerkenswerte Beispiele sind: Le tam tam du paradis für das Theaterstück Corto Maltese von 1982 (gesungen von Athina Cenci), Via con me, gesungen von Roberto Benigni für den Film Tu mi turbi (1983), Le chic e le charme für den Film Aurelia (1987) sowie das Instrumentalstück Provvisory House für das Theaterstück Varietà in varie età. Weitere Stücke Contes, die als Filmmusik fungierten, waren Hesitation (im Fernsehfilm Professione farabutto 1979) und Locomotor (in Scherzo del destino in agguato dietro l’angolo come un brigante da strada von Lina Wertmüller, 1983) oder Genova per noi (gesungen von Bruno Lauzi in Gabriel Baryllis Verfilmung seines Debüt-Romans Butterbrot). Nicht zuletzt war Conte auch in French Kiss (1995 unter der Regie von Lawrence Kasdan) zu hören, wo sein Via con me Meg Ryan durch die Straßen von Paris begleitet. Die Lieder Elisir und Come di fanden 1999 außerdem Eingang in den amerikanischen Mafiafilm Mickey Blue Eyes. Für die Filmmusik zum Animationsfilm Der blaue Pfeil (1996) gewann Conte einen Nastro d’Argento und einen David di Donatello.

## Paolo Conte und Comics

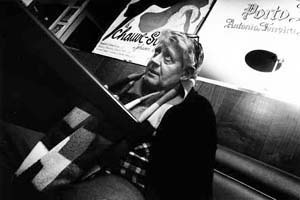
Comiczeichner Hugo Pratt

Eine weitere enge Verbindung hatte Conte zu Comics. Dabei ist insbesondere die Zusammenarbeit mit dem befreundeten Zeichner Hugo Pratt erwähnenswert. 1982 sammelte dieser im von Vincenzo Mollica herausgegebenen Buch Le canzoni di Paolo Conte 20 Zeichnungen, die auf 20 Liedern des Musikers basierten. Weitere Comiczeichner, die Conte Tribut zollten, waren etwa Altan, der die „Bar Mocambo“ darstellte, Milo Manara, der sich mit den exotischen Welten Contes befasste, sowie Guido Crepax und Sergio Staino, die jeweils ein konkretes Lied verarbeiteten: Un gelato al limon bzw. Rebus.
Gerade in jüngerer Zeit kam es vermehrt zu zeichnerischen Verarbeitungen der Lieder Contes. 2009 veröffentlichte Gino Vercelli den Sammelband Musica e nuvole. Paolo Conte, le canzoni interpretate a fumetti, in dem junge Zeichner unter Verwendung unterschiedlichster Techniken ganze Lieder als Storyboards ausarbeiteten, etwa Sparring Partner (im Manga-Stil) oder La topolino amaranto (im Stil amerikanischer Comics der 1950er-Jahre). Auch ausländische Zeichner beschäftigten sich mit Conte, etwa Bill Griffith.

## Privatleben
Paolo Conte ist verheiratet und lebt in seiner Geburtsstadt Asti, wo er ein Appartement am Corso Dante Alighieri bewohnt.

## Besetzung des Begleit-Jazzorchesters

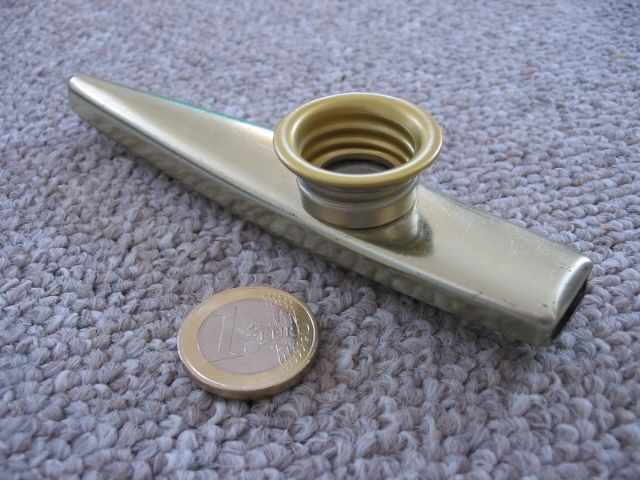
Das Kazoo, ein für Conte charakteristisches Instrument

Contes kleines Jazzorchester besteht aus folgenden Musikern (Stand 2014):
- Paolo Conte – Klavier, Gesang, Kazoo, Vibraphon
- Daniele Di Gregorio – Schlagzeug, Perkussion
- Jino Touche – Kontrabass
- Daniele Dall’Omo – Gitarre, Mandoline
- Massimo Pitzianti – Akkordeon, Bandoneon, Klarinette, Baritonsaxophon, Sopransaxophon
- Claudio Chiara – Tenorsaxophon, Querflöte
- Luca Velotti – Sopransaxophon, Tenorsaxophon, Klarinette
- Lucio Caliendo – Oboe
- Piergiorgio Rosso – Violine

## Diskografie

### Studioalben
- 1974 – Paolo Conte (RCA, TPL 1-1092)
- 1975 – Paolo Conte (RCA, TPL 1-1183)
- 1979 – Un gelato al limon (RCA, PL 31452)
- 1981 – Paris milonga (RCA, PL 31581)
- 1982 – Appunti di viaggio (RCA, PL 31634)

| Jahr | Titel Musiklabel Katalog-Nr.            | Höchstplatzierung, Gesamtwochen, AuszeichnungChartplatzierungen (Jahr, Titel, Musiklabel Katalog-Nr., Platzierungen, Wochen, Auszeichnungen, Anmerkungen) | Höchstplatzierung, Gesamtwochen, AuszeichnungChartplatzierungen (Jahr, Titel, Musiklabel Katalog-Nr., Platzierungen, Wochen, Auszeichnungen, Anmerkungen) | Höchstplatzierung, Gesamtwochen, AuszeichnungChartplatzierungen (Jahr, Titel, Musiklabel Katalog-Nr., Platzierungen, Wochen, Auszeichnungen, Anmerkungen) | Höchstplatzierung, Gesamtwochen, AuszeichnungChartplatzierungen (Jahr, Titel, Musiklabel Katalog-Nr., Platzierungen, Wochen, Auszeichnungen, Anmerkungen) | Höchstplatzierung, Gesamtwochen, AuszeichnungChartplatzierungen (Jahr, Titel, Musiklabel Katalog-Nr., Platzierungen, Wochen, Auszeichnungen, Anmerkungen) | Höchstplatzierung, Gesamtwochen, AuszeichnungChartplatzierungen (Jahr, Titel, Musiklabel Katalog-Nr., Platzierungen, Wochen, Auszeichnungen, Anmerkungen) | Höchstplatzierung, Gesamtwochen, AuszeichnungChartplatzierungen (Jahr, Titel, Musiklabel Katalog-Nr., Platzierungen, Wochen, Auszeichnungen, Anmerkungen) | Anmerkungen                                               |
| Jahr | Titel Musiklabel Katalog-Nr.            | IT | AT | CH | FR | BEW | BEF | NL | Anmerkungen                                               |
| ---- | --------------------------------------- | --- | --- | --- | --- | --- | --- | --- | --------------------------------------------------------- |
| 1984 | Paolo Conte CGD 20444                   | — | — | — | — | — | — | NL35 (11 Wo.)NL | Charteinstieg NL: 1987                                    |
| 1987 | Aguaplano CGD 21220                     | IT14 (9 Wo.)IT | — | — | — | — | — | NL5 Gold · (16 Wo.)NL | Verkäufe: + 50.000                                        |
| 1990 | Parole d’amore scritte a macchina CGD   | IT9 (13 Wo.)IT | AT14 (12 Wo.)AT | — | FR— GoldFR | — | — | NL80 (8 Wo.)NL | Verkäufe: + 100.000;                                      |
| 1992 | 900 CGD                                 | IT2 (13 Wo.)IT | AT22 (5 Wo.)AT | — | — | — | — | NL86 (2 Wo.)NL |                                                           |
| 1995 | Una faccia in prestito CGD East West    | IT2 (14 Wo.)IT | — | — | FR21 Gold · (10 Wo.)FR | — | — | — | Verkäufe: + 100.000                                       |
| 2000 | Razmataz Warner Fonit                   | IT17 (15 Wo.)IT | — | — | FR99 (2 Wo.)FR | — | — | — |                                                           |
| 2004 | Elegia Warner                           | IT1 (18 Wo.)IT | — | CH56 (6 Wo.)CH | FR59 (15 Wo.)FR | BEW56 (8 Wo.)BEW | BEF95 (1 Wo.)BEF | NL78 (1 Wo.)NL | Erstveröffentlichung: 5. November 2004                    |
| 2008 | Psiche Universal                        | IT1 (29 Wo.)IT | AT61 (4 Wo.)AT | CH39 (5 Wo.)CH | FR36 (7 Wo.)FR | BEW46 (6 Wo.)BEW | BEF90 (1 Wo.)BEF | — | Erstveröffentlichung: 19. September 2008                  |
| 2010 | Nelson Platinum/Universal               | IT4 Platin · (20 Wo.)IT | AT56 (2 Wo.)AT | — | FR121 (4 Wo.)FR | BEW73 (3 Wo.)BEW | — | — | Erstveröffentlichung: 12. Oktober 2010 Verkäufe: + 50.000 |
| 2014 | Snob Platinum/Universal                 | IT2 Gold · (14 Wo.)IT | AT38 (1 Wo.)AT | — | — | BEW87 (8 Wo.)BEW | BEF156 (1 Wo.)BEF | — | Erstveröffentlichung: 13. Oktober 2014 Verkäufe: + 25.000 |
| 2016 | Amazing Game – Instrumental Music Decca | IT7 (13 Wo.)IT | — | — | — | — | — | — | Erstveröffentlichung: 14. Oktober 2016                    |

grau schraffiert: keine Chartdaten aus diesem Jahr verfügbar

### Livealben
| Jahr | Titel Musiklabel Katalog-Nr.                       | Höchstplatzierung, Gesamtwochen, AuszeichnungChartplatzierungen (Jahr, Titel, Musiklabel Katalog-Nr., Platzierungen, Wochen, Auszeichnungen, Anmerkungen) | Höchstplatzierung, Gesamtwochen, AuszeichnungChartplatzierungen (Jahr, Titel, Musiklabel Katalog-Nr., Platzierungen, Wochen, Auszeichnungen, Anmerkungen) | Höchstplatzierung, Gesamtwochen, AuszeichnungChartplatzierungen (Jahr, Titel, Musiklabel Katalog-Nr., Platzierungen, Wochen, Auszeichnungen, Anmerkungen) | Höchstplatzierung, Gesamtwochen, AuszeichnungChartplatzierungen (Jahr, Titel, Musiklabel Katalog-Nr., Platzierungen, Wochen, Auszeichnungen, Anmerkungen) | Höchstplatzierung, Gesamtwochen, AuszeichnungChartplatzierungen (Jahr, Titel, Musiklabel Katalog-Nr., Platzierungen, Wochen, Auszeichnungen, Anmerkungen) | Höchstplatzierung, Gesamtwochen, AuszeichnungChartplatzierungen (Jahr, Titel, Musiklabel Katalog-Nr., Platzierungen, Wochen, Auszeichnungen, Anmerkungen) | Höchstplatzierung, Gesamtwochen, AuszeichnungChartplatzierungen (Jahr, Titel, Musiklabel Katalog-Nr., Platzierungen, Wochen, Auszeichnungen, Anmerkungen) | Anmerkungen                                |
| Jahr | Titel Musiklabel Katalog-Nr.                       | IT | AT | CH | FR | BEW | BEF | NL | Anmerkungen                                |
| ---- | -------------------------------------------------- | --- | --- | --- | --- | --- | --- | --- | ------------------------------------------ |
| 1985 | Concerti CGD 22213                                 | IT23 (2 Wo.)IT | — | — | FR26 Platin · (19 Wo.)FR | — | — | NL36 (16 Wo.)NL | Charteinstieg FR: 1994 Verkäufe: + 300.000 |
| 1988 | Live CGD 20887                                     | IT13 (15 Wo.)IT | — | — | FR— GoldFR | — | — | NL69 (7 Wo.)NL | Verkäufe: + 100.000                        |
| 1993 | Tournée CGD                                        | IT15 (5 Wo.)IT | — | — | — | — | — | — | Erstveröffentlichung: 12. November 1993    |
| 1998 | Tournée 2 EastWest                                 | IT35 (1 Wo.)IT | — | — | — | — | — | — | Erstveröffentlichung: 16. November 1998    |
| 2005 | Paolo Conte live Arena di Verona Warner/Atlantic   | IT24 (14 Wo.)IT | — | — | — | — | — | — |                                            |
| 2018 | Live in Caracalla – 50 Years of Azzurro BMG/Warner | IT18 (7 Wo.)IT | — | CH45 (2 Wo.)CH | — | — | — | — | Erstveröffentlichung: 9. November 2018     |
| 2021 | Live at Venaria Reale                              | IT27 (4 Wo.)IT | — | — | — | — | — | — | Erstveröffentlichung: 26. November 2021    |
| 2023 | Paolo Conte alla Scala                             | IT51 (4 Wo.)IT | — | — | — | — | — | — | Erstveröffentlichung: 24. November 2023    |

grau schraffiert: keine Chartdaten aus diesem Jahr verfügbar
Weitere Livealben
- 2001 – Paolo Conte. I concerti live @ RTSI Televisione svizzera (Sony) [aufgenommen 1988]

### Kompilationen (Auswahl)
| Jahr | Titel Musiklabel                                   | Höchstplatzierung, Gesamtwochen, AuszeichnungChartplatzierungen (Jahr, Titel, Musiklabel, Platzierungen, Wochen, Auszeichnungen, Anmerkungen) | Höchstplatzierung, Gesamtwochen, AuszeichnungChartplatzierungen (Jahr, Titel, Musiklabel, Platzierungen, Wochen, Auszeichnungen, Anmerkungen) | Höchstplatzierung, Gesamtwochen, AuszeichnungChartplatzierungen (Jahr, Titel, Musiklabel, Platzierungen, Wochen, Auszeichnungen, Anmerkungen) | Höchstplatzierung, Gesamtwochen, AuszeichnungChartplatzierungen (Jahr, Titel, Musiklabel, Platzierungen, Wochen, Auszeichnungen, Anmerkungen) | Höchstplatzierung, Gesamtwochen, AuszeichnungChartplatzierungen (Jahr, Titel, Musiklabel, Platzierungen, Wochen, Auszeichnungen, Anmerkungen) | Höchstplatzierung, Gesamtwochen, AuszeichnungChartplatzierungen (Jahr, Titel, Musiklabel, Platzierungen, Wochen, Auszeichnungen, Anmerkungen) | Höchstplatzierung, Gesamtwochen, AuszeichnungChartplatzierungen (Jahr, Titel, Musiklabel, Platzierungen, Wochen, Auszeichnungen, Anmerkungen) | Anmerkungen                                                                        |
| Jahr | Titel Musiklabel                                   | IT | AT | CH | FR | BEW | BEF | NL | Anmerkungen                                                                        |
| ---- | -------------------------------------------------- | --- | --- | --- | --- | --- | --- | --- | ---------------------------------------------------------------------------------- |
| 1988 | Collezione EVA                                     | — | — | — | — | — | — | NL2 (32 Wo.)NL |                                                                                    |
| 1994 | Collezione 2 EVA                                   | — | — | — | — | — | — | NL74 (3 Wo.)NL |                                                                                    |
| 1996 | The Best of Paolo Conte CGD East West              | IT23 (22 Wo.)IT | — | — | FR— ×2DoppelgoldFR | BEW43 (2 Wo.)BEW | — | NL25 Gold · (74 Wo.)NL | Erstveröffentlichung: 1. November 1996 Charteinstieg BEW: 2003 Verkäufe: + 250.000 |
| 2003 | Rêveries Nonesuch                                  | IT8 (14 Wo.)IT | — | CH94 (1 Wo.)CH | FR117 (2 Wo.)FR | — | — | — | Erstveröffentlichung: 15. April 2003                                               |
| 2006 | Wonderful RCA                                      | IT44 (9 Wo.)IT | — | — | — | — | — | — | Erstveröffentlichung: 19. Mai 2006                                                 |
| 2008 | Blue Swing. Greatest Hits RCA                      | IT78 (2 Wo.)IT | — | — | — | — | — | — | Erstveröffentlichung: 19. September 2008                                           |
| 2008 | Tutto Conte. Via con me Rhino Records              | IT50 (4 Wo.)IT | — | — | — | — | — | — | Erstveröffentlichung: 3. Oktober 2008                                              |
| 2011 | Gong-Oh Platinum                                   | IT17 (7 Wo.)IT | — | — | — | — | — | — | Erstveröffentlichung: 8. November 2011                                             |
| 2017 | Zazzarazàz – Uno spettacolo d’arte varia Universal | IT56 (2 Wo.)IT | — | — | — | — | — | — | Erstveröffentlichung: 27. Oktober 2017                                             |

grau schraffiert: keine Chartdaten aus diesem Jahr verfügbar

### Singles (Auswahl)
| Jahr | Titel Album                                  | Höchstplatzierung, Gesamtwochen, AuszeichnungChartplatzierungen (Jahr, Titel, Album, Platzierungen, Wochen, Auszeichnungen, Anmerkungen) | Höchstplatzierung, Gesamtwochen, AuszeichnungChartplatzierungen (Jahr, Titel, Album, Platzierungen, Wochen, Auszeichnungen, Anmerkungen) | Höchstplatzierung, Gesamtwochen, AuszeichnungChartplatzierungen (Jahr, Titel, Album, Platzierungen, Wochen, Auszeichnungen, Anmerkungen) | Höchstplatzierung, Gesamtwochen, AuszeichnungChartplatzierungen (Jahr, Titel, Album, Platzierungen, Wochen, Auszeichnungen, Anmerkungen) | Höchstplatzierung, Gesamtwochen, AuszeichnungChartplatzierungen (Jahr, Titel, Album, Platzierungen, Wochen, Auszeichnungen, Anmerkungen) | Höchstplatzierung, Gesamtwochen, AuszeichnungChartplatzierungen (Jahr, Titel, Album, Platzierungen, Wochen, Auszeichnungen, Anmerkungen) | Höchstplatzierung, Gesamtwochen, AuszeichnungChartplatzierungen (Jahr, Titel, Album, Platzierungen, Wochen, Auszeichnungen, Anmerkungen) | Anmerkungen                                                          |
| Jahr | Titel Album                                  | IT | AT | CH | FR | BEW | BEF | NL | Anmerkungen                                                          |
| ---- | -------------------------------------------- | --- | --- | --- | --- | --- | --- | --- | -------------------------------------------------------------------- |
| 1981 | Via con me Paris Milonga                     | IT— Platin (2021)IT | — | — | FR21 (17 Wo.)FR | — | — | — | B-Seite: Le chic et le charme Verkäufe: + 70.000                     |
| 1987 | Gli Impermeabili Paolo Conte (1984)          | — | — | — | — | — | — | NL30 (4 Wo.)NL |                                                                      |
| 1988 | Max Aguaplano                                | — | — | — | — | — | BEF21 (6 Wo.)BEF | NL6 (9 Wo.)NL | B-Seite: Hesitation                                                  |
| 1988 | Aguaplano                                    | — | — | — | — | — | — | — | Platz 54 (6 Wochen) in den niederländischen Top 100 B-Seite: Come-di |
| 1991 | Happy Feet Parole d’amore scritte a macchina | — | — | — | — | — | — | — | Platz 82 (4 Wochen) in den niederländischen Top 100 B-Seite: Dragon  |

grau schraffiert: keine Chartdaten aus diesem Jahr verfügbar

## Auszeichnungen

### Preise (Auswahl)
- 1983 – Tenco-Preis
- 1985 – Targa Tenco für Sotto le stelle del Jazz (bestes italienisches Lied)[84]
- 1985 – Targa Tenco für Paolo Conte (bestes italienisches Album)[84]
- 1987 – Targa Tenco für Aguaplano (bestes italienisches Album)[84]
- 1991 – Premio Librex Montale in der Kategorie Poetry for Music[31]
- 1993 – Targa Tenco für 900 (bestes italienisches Album)[84]
- 1997 – David di Donatello für Der blaue Pfeil (beste Filmmusik)
- 1997 – Nastro d’Argento für Der blaue Pfeil (beste Filmmusik)[85]
- 1999 – Targa Tenco für Roba di Amilcare (bestes italienisches Lied)[84]
- 2005 – Targa Tenco für Elegia (bestes italienisches Lied)[84]
- 2011 – Premio Chiara in der Kategorie Le Parole della Musica[86]

### Ehrungen

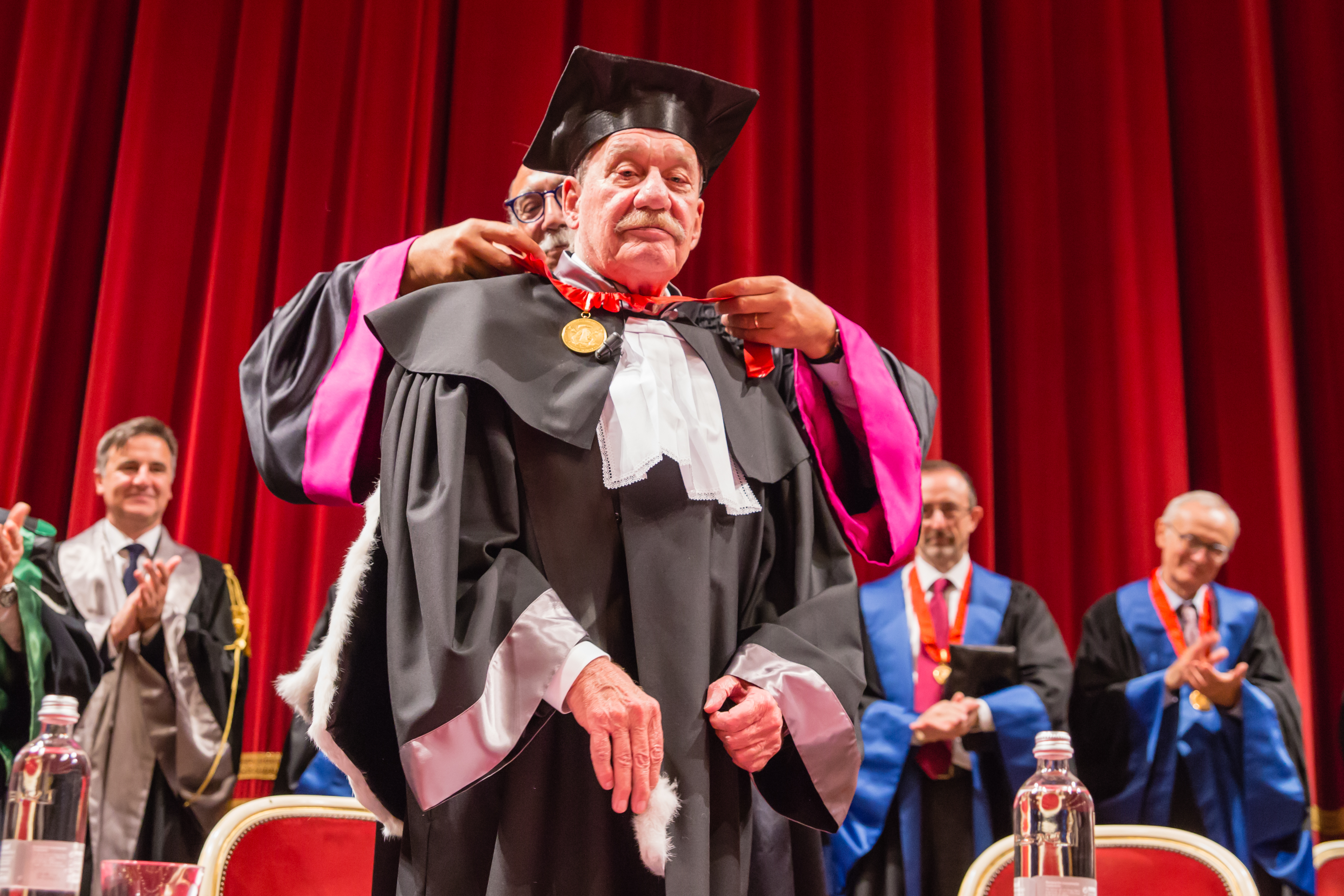
Verleihung der Ehrendoktorwürde in Musikwissenschaft an Paolo Conte (2017)

- Verdienstorden der Italienischen Republik, Großkreuz (1999)[87]
- Ordre des Arts et des Lettres, Ritterkreuz (2001)[19]
- Ehrendoktorwürde in moderner Literatur der Universität Macerata (2003)[41]
- Italienische Goldmedaille für Verdienste um Kunst und Kultur (2003)[88]
- Ehrenbürgerschaft der Stadt Genua (2005)[89]
- Ehrendoktorwürde in Malerei der Kunstakademie Catanzaro (2007)[48]
- Grande médaille de Vermeil de la Ville de Paris (2011)[57]
- Ehrendoktorwürde in Musikwissenschaft der Universität Pavia (2017)[62]

## Bibliografie
- Razmataz. Commedia musicale. U. Allemandi, Turin 1989, ISBN 88-422-0196-0.
- Le parole. Allemandi, Turin 1992, ISBN 88-422-0331-9.

## Filme
- Paolo Conte. Dokumentarfilm, Deutschland, 2011, 43:30 Min., Buch und Regie: Ingo Helm, Produktion: 5*14 Film, NDR, arte, Erstsendung: 1. Dezember 2011 bei arte, Inhaltsangabe von ARD.
- Paolo Conte – Via con me. Dokumentarfilm, Italien, 2020, 100 Min., Regie: Giorgio Verdelli, Produktion: Sudovest Produzioni, Indigo Film, Rai Cinema; Premiere: 2. September 2020, Inhaltsangabe von Prokino Filmverleih.

## Belege
1. 1 2  Enrico De Angelis: Conte. Muzio, Padua 1989, ISBN 88-7021-476-1, S. 38.
2. 1 2 3 4 5 6  Giorgio Dell’Arti, Massimo Parrini: Paolo Conte – Biografia. In: Catalogo dei viventi 2009. Marsilio, 5. Oktober 2008, archiviert vom Original am 3. März 2016; abgerufen am 22. August 2018.
3. 1 2 3 4 5 6 7 8 9 10 11 12  Michele Saran: Polo Conte. L’avvocato col vizio del jazz. In: Ondarock. Abgerufen am 22. August 2018.
4. ↑  Sotto le stelle del jazz. In: Galleriadellacanzone.it. Abgerufen am 22. August 2018.
5. ↑  Gigi Vesigna: La gavetta dei VIP? In: Oggi. 12. Juni 2013, S. 94–98.
6. ↑  Alessandro Calzetta: Paolo Conte – Genesi di un artista. In: Bravo!online. 21. Dezember 2009, abgerufen am 22. August 2018.
7. ↑  Davide Turrini: Bologna, Paolo Conte in concerto. Due serate sotto le stelle del jazz. In: ilFattoQuotidiano.it. 22. April 2012, abgerufen am 22. August 2018.
8. 1 2 3  Paolo Conte, biografia. Fondazione Italiani, 20. November 2008, archiviert vom Original am 20. Januar 2014; abgerufen am 22. August 2018.
9. ↑  Rita Celi: Azzurro e Volare, sono ancora loro le italiane più cantate nel mondo. In: Repubblica.it. 14. November 2007, abgerufen am 22. August 2018.
10. ↑  Vincenzo Mollica: Si sbagliava da professionisti. Canzoniere commentato, in Parole e canzoni. Einaudi, Turin 2003, ISBN 88-06-16569-0, S. 47.
11. 1 2  Augusto Pasquali: Dizionario della musica italiana. Tascabili economici Newton, Roma 1997, ISBN 88-8183-592-4, S. 28.
12. ↑  Rai (Hrsg.): Vincenzo Mollica – Paolo Conte, scrittore di canzoni. 2010 (italienisch, rai.tv [abgerufen am 22. August 2018]).
13. ↑  Enrico Deregibus: Dizionario completo della canzone italiana. Giunti, Florenz 2006, ISBN 978-88-09-04602-3, S. 113.
14. ↑  Nada – Biografia Raiuno Raidue. In: Archivio Raiuno. Archiviert vom Original am 7. August 2009; abgerufen am 22. August 2018.
15. ↑  Paolo Conte, una storia in musica. Encanta, archiviert vom Original (nicht mehr online verfügbar) am 28. März 2014; abgerufen am 22. August 2018.
16. ↑  Paolo Conte a Sanremo: 20 anni di foto. In: MenteLocale.it. 29. September 2007, abgerufen am 22. August 2018.
17. 1 2  Vincenzo Mollica: Si sbagliava da professionisti. Canzoniere commentato, in Parole e canzoni. Einaudi, Turin 2003, ISBN 88-06-16569-0, S. 57.
18. ↑  Jean-Luc Godard – Nouvelle Vague. In: Discogs. Abgerufen am 22. August 2018.
19. 1 2 3 4  Paolo Conte – Biography. Concerto, archiviert vom Original am 14. August 2013; abgerufen am 22. August 2018.
20. ↑  Repubblica.it (Hrsg.): Benigni e la moglie di Paolo Conte. 2011 (italienisch, repubblica.it [abgerufen am 22. August 2018]).
21. ↑  Roger Stamp: Vieni via con me, Paolo Conte (1981). STAMP Toscana, 6. Januar 2013, abgerufen am 22. August 2018.
22. ↑  Vincenzo Mollica: Si sbagliava da professionisti. Canzoniere commentato, in Parole e canzoni. Einaudi, Turin 2003, ISBN 88-06-16569-0, S. 49.
23. 1 2  Vincenzo Mollica: Si sbagliava da professionisti. Canzoniere commentato, in Parole e canzoni. Einaudi, Turin 2003, ISBN 88-06-16569-0, S. 22.
24. ↑  Il diavolo rosso e il fanfulla di Lodi. In: Gazzetta.it. 15. Februar 2014, abgerufen am 22. August 2018.
25. ↑  Paolo Conte – 1984. In: Ondarock.it. 28. September 2008, abgerufen am 22. August 2018.
26. ↑  Mia Martini – Biografia. In: MusicalStore.it. Abgerufen am 22. August 2018.
27. ↑  Vincenzo Mollica: Si sbagliava da professionisti. Canzoniere commentato, in Parole e canzoni. Einaudi, Turin 2003, ISBN 88-06-16569-0, S. 19.
28. ↑  Vincenzo Mollica: Si sbagliava da professionisti. Canzoniere commentato, in Parole e canzoni. Einaudi, Turin 2003, ISBN 88-06-16569-0, S. 29.
29. ↑  Paolo Conte Novecento. Galleria della Canzone, abgerufen am 23. August 2018.
30. ↑  Vincenzo Mollica: Si sbagliava da professionisti. Canzoniere commentato, in Parole e canzoni. Einaudi, Turin 2003, ISBN 88-06-16569-0, S. 28.
31. 1 2  Francesco Musolino: Premio Eugenio Montale per la poesia. In: Tempostretto.it. 24. März 2012, abgerufen am 23. August 2018.
32. ↑  Grasshopper: Paolo Conte: Una faccia in prestito. In: DeBaser.it. 7. Juni 2005, abgerufen am 23. August 2018.
33. ↑  Vincenzo Mollica: Si sbagliava da professionisti. Canzoniere commentato, in Parole e canzoni. Einaudi, Turin 2003, ISBN 88-06-16569-0, S. 39.
34. ↑  Giovanni Valentino: Avion Travel, 3 anni dopo le canzoni di Paolo Conte. In: Repubblica.it. 17. Januar 2007, abgerufen am 22. August 2018.
35. ↑  Vincenzo Mollica: Si sbagliava da professionisti. Canzoniere commentato, in Parole e canzoni. Einaudi, Turin 2003, ISBN 88-06-16569-0, S. 32–33.
36. ↑  RazMataz, il sogno in musica di Conte. Rai International, archiviert vom Original am 17. Oktober 2013; abgerufen am 23. August 2018.
37. ↑  Paolo D’Agostino: Paolo Conte: Razmataz incursione negli anni Venti. In: Repubblica.it. 11. Mai 2001, abgerufen am 23. August 2018.
38. ↑  Aldo Grasso: Paolo Conte: autore di razza con il gusto delle parole antiche. In: Corriere della Sera. 22. April 2011, S. 60 (Corriere.it (Memento vom 15. Oktober 2013 im Internet Archive) [abgerufen am 23. August 2018]).
39. ↑  Rosamaria Salerno: Razmataz, disegni in musica di Paolo Conte. In: Corriere della Sera. S. 54 (Corriere.it (Memento vom 16. Dezember 2013 im Internet Archive) [abgerufen am 23. August 2018]).
40. ↑  Vincenzo Mollica: Si sbagliava da professionisti. Canzoniere commentato, in Parole e canzoni. Einaudi, Turin 2003, ISBN 88-06-16569-0, S. 75.
41. 1 2  Carlo Moretti: Il Cantautore in cattedra professore di leggerezza. In: Repubblica.it. 10. April 2003, abgerufen am 23. August 2018.
42. ↑  Vincenzo Mollica: Si sbagliava da professionisti. Canzoniere commentato, in Parole e canzoni. Einaudi, Turin 2003, ISBN 88-06-16569-0, S. 91.
43. 1 2  Michele Saran: Paolo Conte: Elegia. In: Ondarock.it. 7. Dezember 2006, abgerufen am 23. August 2018.
44. ↑  Alfio Sironi: Paolo Conte: Elegia – siamo uomini al tramonto. Storia della Musica, abgerufen am 23. August 2018.
45. ↑  Conte: La mia canzone per Celentano l’ho immaginata come un suo ritratto. In: Repubblica.it. 5. Oktober 2005, abgerufen am 23. August 2018.
46. ↑  Gino Castaldo: Parla Paolo Conte: “Ci vuole pasión per vivere”. In: Repubblica.it. 19. November 2005, abgerufen am 23. August 2018.
47. ↑  Drappi e Maestri del Palio di Asti. Palio di Asti, archiviert vom Original am 16. Oktober 2013; abgerufen am 23. August 2018.
48. 1 2  A Paolo Conte laurea ad honorem in pittura. In: Rockol.it. 18. Mai 2007, abgerufen am 23. August 2018.
49. ↑  Mostre: a Roma le opere di Battiato, Conte, Fo, Paoli ed Esposito. Adnkronos, 11. April 2006, abgerufen am 23. August 2018.
50. ↑  Vincenzo Mollica: Si sbagliava da professionisti. Canzoniere commentato, in Parole e canzoni. Einaudi, Turin 2003, ISBN 88-06-16569-0, S. 77.
51. ↑  Andrea Laffranchi: Paolo Conte: racconto il mio passato scegliendo una musica di gomma. In: Corriere della Sera. 6. September 2008, S. 51 (Corriere.it (Memento vom 3. Mai 2015 im Internet Archive) [abgerufen am 23. August 2018]).
52. ↑  Ernesto Capasso: Paolo Conte Cantanapoli Con ‘Suonno e’ tutt’o suonno’ una nuova dichiarazione d’amore. In: Repubblica.it. 28. Oktober 2010, abgerufen am 23. August 2018.
53. ↑  Luigi Bolognini: Riparto da Milano. In: Repubblica.it. 8. November 2010, abgerufen am 23. August 2018.
54. ↑  Andrea Laffranchi: Paolo Conte, nuovo cd «La realtà di oggi? È meglio non cantarla». In: Corriere della Sera. 12. Oktober 2010, S. 61 (Corriere.it (Memento vom 16. Oktober 2013 im Internet Archive) [abgerufen am 23. August 2018]).
55. ↑  Gianni Sibilla: Paolo Conte – Nelson. In: Rockol.it. 13. Oktober 2010, abgerufen am 23. August 2018.
56. ↑  Carlo Moretti: Il ritorno di Paolo Conte: “Non mi dimetterei mai da cantautore”. In: Repubblica.it. 8. November 2011, abgerufen am 23. August 2018.
57. 1 2  Paolo Levi: Parigi incorona Conte ‘è il nostro cavaliere’. ANSA, 26. Januar 2011, abgerufen am 23. August 2018.
58. 1 2  Andrea Conti: Paolo Conte: non sono ottimista, l’arte è in crisi e molti improvvisano. In: Tgcom24. Abgerufen am 23. August 2018.
59. ↑  Paolo Conte: da venerdì 26 settembre il nuovo singolo “Tropical”. 26. September 2014, abgerufen am 23. August 2018.
60. ↑  PAOLO CONTE: è uscito il suo primo disco strumentale “Amazing Game”. In: Rockon.it. 17. Oktober 2016, abgerufen am 23. August 2018.
61. ↑  Il 16 novembre Paolo Conte professore ad honorem dell’Università di Parma. Università degli Studi di Parma, 16. November 2017, abgerufen am 23. August 2018 (italienisch).
62. 1 2  Pavia consegna la laurea honoris causa a Paolo Conte. In: La Provincia Pavese. GEDI, 10. Oktober 2017, abgerufen am 23. August 2018.
63. ↑  Paolo Conte: una mega-raccolta di canzoni in 4 o in 8 CD. Tracklist. In: Rockol.it. 5. Oktober 2017, abgerufen am 23. August 2018 (italienisch).
64. ↑  Furnari Manuela: Paolo Conte. Prima la musica. Il Saggiatore, Milano 2009, ISBN 978-88-428-1462-7.
65. ↑  Vincenzo Mollica: Si sbagliava da professionisti. Canzoniere commentato, in Parole e canzoni. Einaudi, Turin 2003, ISBN 88-06-16569-0, S. 56.
66. ↑  Paolo Conte «promosso» dall’autorevole ‘Wall Street Journal’. In: Rockol.it. 8. Januar 1998, abgerufen am 22. August 2018.
67. ↑  Nicole Cavazos: Internationally Acclaimed Italian Crooner Paolo Conte Makes His Only L.A. Appearance March 4 at UCLA’s Royce Hall. In: UCLA news. 24. Januar 2001, archiviert vom Original am 16. Oktober 2013; abgerufen am 22. August 2018 (englisch).
68. ↑  Marinella Venegoni: Paolo Conte, dedica al cane Nelson. In: LaStampa.it. 12. Oktober 2010, abgerufen am 22. August 2018.
69. ↑  Paolo Conte al cinema. In: CanzonItalia.info. Archiviert vom Original am 6. März 2016; abgerufen am 22. August 2018.
70. ↑  Butterbrot. In: filmportal.de. Deutsches Filminstitut, abgerufen am 4. Februar 2019.
71. ↑  Mickey Blue Eyes (1999) — Soundtracks. In: IMDb. Abgerufen am 22. August 2018.
72. ↑  La freccia azzurra racconto senza tempo. In: Repubblica.it. 30. Dezember 2017, abgerufen am 22. August 2018.
73. ↑  Vincenzo Mollica (Hrsg.): Le canzoni di Paolo Conte. Lato Side, Roma 1982.
74. ↑  Vincenzo Mollica: Si sbagliava da professionisti. Canzoniere commentato, in Parole e canzoni. Einaudi, Turin 2003, ISBN 88-06-16569-0, S. 112.
75. ↑  Gino Vercelli (Hrsg.): Musica e Nuvole. Scritturapura, Villa San Secondo 2009, ISBN 978-88-89022-42-9.
76. ↑  Arno Frank, Der alte Trick. Ein Treffen mit Paolo Conto, dem ewigen Gentleman des italienischen Chansons, in: Der Spiegel, Nr. 2 vom 5. Januar 2019, S. 108f.
77. ↑  Gli appuntamenti di giovedì 30. Paolo Conte in concerto. 2014, abgerufen am 24. August 2018 (italienisch).
78. 1 2 3  Chartquellen (Alben):
  - M&D-Chartarchiv. Musica e dischi, archiviert vom Original (nicht mehr online verfügbar) am 24. Juli 2017; abgerufen am 19. August 2018 (italienisch, kostenpflichtiger Abonnement-Zugang).
  - Guido Racca & Chartitalia: Top 100 FIMI Album. Lulu, 2013, S. 91.
  - Alben von Paolo Conte. In: Italiancharts.com. Hung Medien, abgerufen am 19. August 2018.
  - Alben von Paolo Conte. In: Austriancharts.at. Hung Medien, abgerufen am 19. August 2018 (AT).
  - Alben von Paolo Conte. In: Hitparade.ch. Hung Medien, abgerufen am 19. August 2018 (CH).
  - InfoDisc : Les Albums. In: InfoDisc.fr. Abgerufen am 25. August 2018 (französisch, FR).
  - Alben von Paolo Conte. In: LesCharts.com. Hung Medien, abgerufen am 23. August 2018 (FR).
  - Alben von Paolo Conte (Wallonie). In: Ultratop.be. Hung Medien, abgerufen am 23. August 2018 (BEW).
  - Alben von Paolo Conte (Flandern). In: Ultratop.be. Hung Medien, abgerufen am 23. August 2018 (BEF).
  - Alben von Paolo Conte. In: Dutchcharts.nl. Hung Medien, abgerufen am 23. August 2018 (NL).
79. 1 2  Goud/Platina. NVPI, abgerufen am 25. August 2018 (niederländisch).
80. 1 2 3 4 5  InfoDisc: Les Certifications Officielles d’un Artiste depuis 1973 (Argent, Or, Platine, Diamant). In: InfoDisc.fr. Abgerufen am 4. Dezember 2023 (französisch).
81. 1 2 3  Certificazioni, Paolo Conte. FIMI, abgerufen am 19. August 2018 (italienisch).
82. ↑  Chartquellen (Singles):
  - Songs von Paolo Conte. In: LesCharts.com. Hung Medien, abgerufen am 23. August 2018 (FR).
  - Songs von Paolo Conte. In: Ultratop.be. Hung Medien, abgerufen am 23. August 2018 (BEF).
  - Paolo Conte. In: Top40.nl. Stichting Nederlandse Top 40, abgerufen am 23. August 2018 (NL).
83. 1 2  Songs von Paolo Conte. In: Dutchcharts.nl. Hung Medien, abgerufen am 23. August 2018.
84. 1 2 3 4 5 6  Albo d’Oro. Club Tenco, archiviert vom Original (nicht mehr online verfügbar) am 24. August 2018; abgerufen am 23. August 2018 (italienisch).
85. ↑  1997 (Albo d’oro). In: Nastri d’Argento. Sindacato Nazionale Giornalisti Cinematografici Italiani, abgerufen am 23. August 2018 (italienisch).
86. ↑  Albo d’oro del Premio Chiara Le Parole della Musica. Premio Chiara, abgerufen am 23. August 2018 (italienisch).
87. ↑  Conte dott. Paolo. In: Quirinale.it. Presidenza della Repubblica, abgerufen am 23. August 2018 (italienisch).
88. ↑  Conte Paolo. In: Quirinale.it. Presidenza della Repubblica, abgerufen am 23. August 2018 (italienisch).
89. ↑  Ernesto Assante: Genova celebra Paolo Conte neo-cittadino onorario. In: Repubblica.it. 14. April 2005, abgerufen am 23. August 2018 (italienisch).

| Personendaten    | Personendaten                                 |
| ---------------- | --------------------------------------------- |
| NAME             | Conte, Paolo                                  |
| KURZBESCHREIBUNG | italienischer Cantautore, Komponist und Maler |
| GEBURTSDATUM     | 6. Januar 1937                                |
| GEBURTSORT       | Asti, Italien                                 |